# Brandon Deaderick
Brandon Augustus Deaderick (Elizabethtown, 19 agosto 1987) è un giocatore di football americano statunitense che ha giocato nel ruolo di defensive end per i New Orleans Saints della National Football League (NFL). Fu scelto nel corso del settimo giro (247º assoluto) del Draft NFL 2010 dai New England Patriots. Al college ha giocato a football all’Università dell'Alabama con cui ha vinto il campionato NCAA nel 2009.

## Carriera professionistica

### New England Patriots
Deaderick fu scelto nel corso del settimo giro del Draft 2010 dai New England Patriots. La sua prima partenza come titolare avvenne nella settimana 6 contro i Baltimore Ravens in cui mise a segno anche il primo sack in carriera. La sua stagione da rookie terminò con 10 tackle e 2,0 sacks in 10 gare disputate (4 come titolare).
Nella stagione successiva mise a segno 17 tackle e altri 2 sack nella stagione regolare. Coi Patriots arrivò fino al Super Bowl XLVI in cui partì come titolare ma New England fu sconfitta dai New York Giants.
Il 13 maggio 2013, Deaderick fu svincolato dai Patriots.

### Jacksonville Jaguars
Il 14 maggio 2013, Deaderick fu acquisito dai Jaguars. Dopo aver giocato 13 partite in stagione, il 23 dicembre 2013 fu inserito in lista infortunati in seguito ad un infortunio al gomito.

### New Orleans Saints
Il 3 giugno 2014, Deaderick firmò un contratto annuale coi New Orleans Saints.

## Palmarès
- American Football Conference Championship: 1

New England Patriots: 2011
- Campionato NCAA: 1

Alabama Crimson Tide: 2009

## Statistiche
| Partite totali      | 47  |
| Partite da titolare | 15  |
| Tackle              | 54  |
| Sack                | 5,5 |
| Intercetti          | 0   |
| Fumble forzati      | 3   |

Statistiche aggiornate alla stagione 2013